# شهرستان یرشوفسکی
شهرستان یرشوفسکی (به لاتین: Yershovsky District) یک شهرستان در روسیه است که در استان ساراتوف واقع شده‌است.